# Magyar racka juh

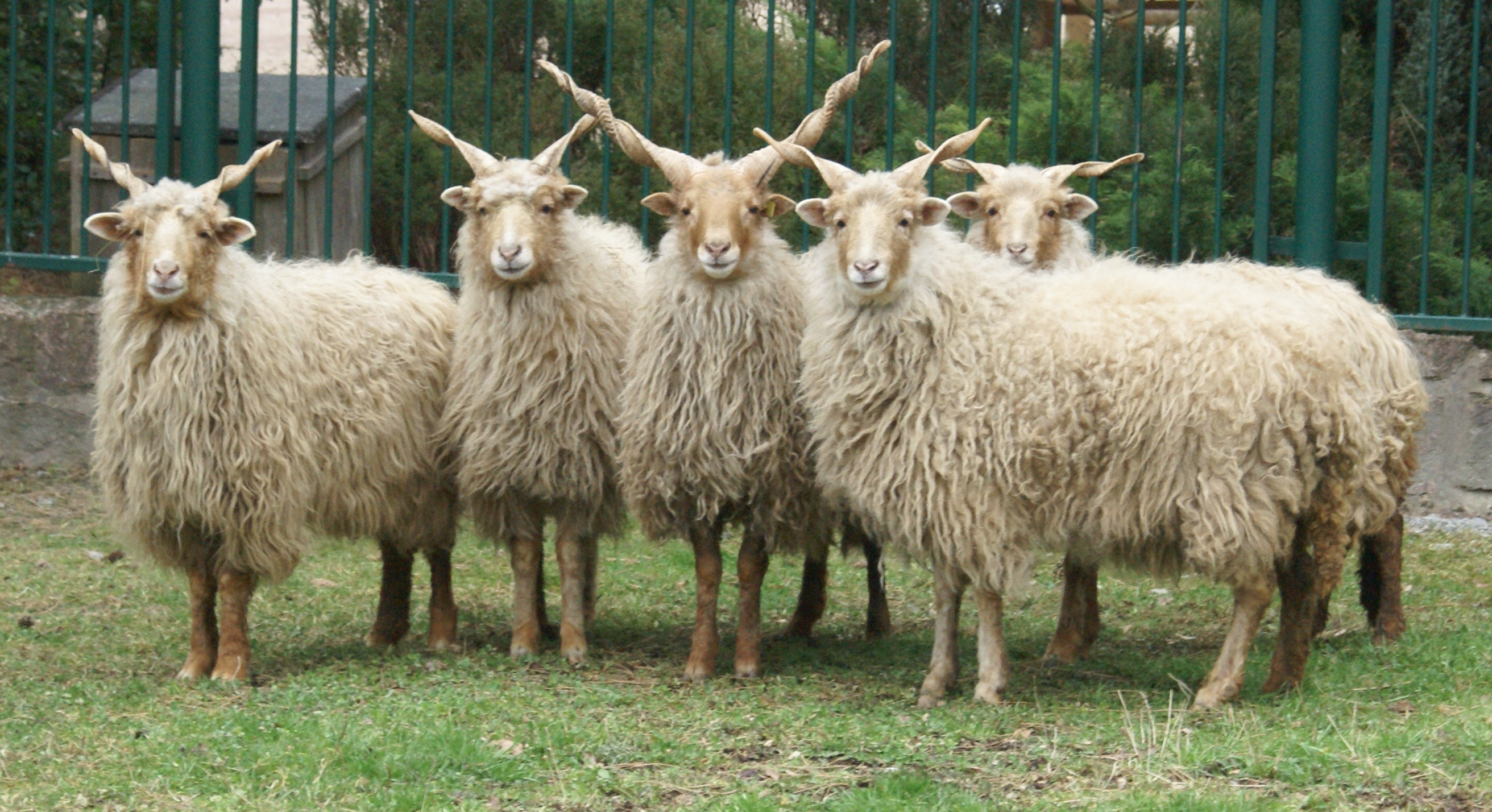
Néhány példány

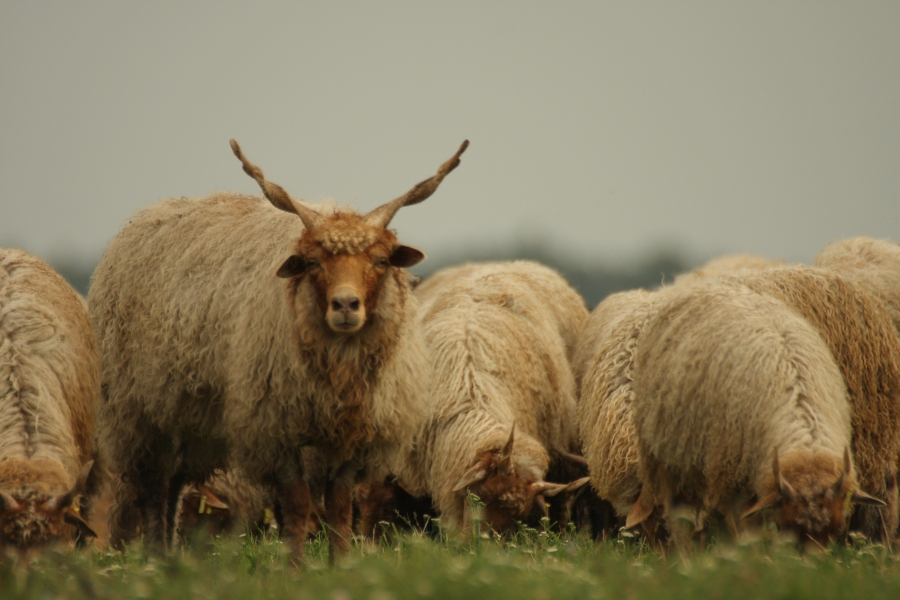
Rackajuhok Mekszikópusztán, a Fertő–Hanság Nemzeti Parkban

A magyar racka juh, régebben hortobágyi racka juh egy régi magyar juhfajta, amely egyes elképzelések szerint a honfoglalás óta a magyarok társa volt. Sokáig az alföldi juhpásztorok meghatározó állata volt.
Mára a magyarországi összállományban a többi hagyományos fajtával (cigája, cikta) együtt sem tesz ki 5%-ot a  példányszámuk.
A Kárpát-medencében élő különböző népek a honfoglalás idején főleg rézjuhokat, tőzegjuhokat, a római juh különféle kereszteződéseit, valamint egyéb helyi fajták egyedeit tartották. A racka juhoknak két földrajzi csoportját különböztetjük meg: a síkvidéki és a hegyvidéki (havasi) rackát.
A honfoglaló magyarok az őshazából magukkal hozták a racka juhot, amely tipikusan ősmagyar állat, és sehol másutt nem található, csak ott, ahol a magyarok éltek és élnek.
 A racka elnevezés a magyar juhval kapcsolatban az 1900-as évek első felében kezdett elterjedni, kifejezetten a szakmai környezetben, elsősorban a mezőgazdasági szakoktatás keretein belül.

## Története
A rackajuhok mint minden más juhfajta, valószínűleg a muflonból (Ovis gmelini) lett kitenyésztve. Bökönyi Sándor régészeti kutatásai alapján arra a következtetésre jutott, hogy a magyar racka a népvándorlás korában jelent meg a Kárpát-medencében, de nincs adat arra, hogy melyik népcsoporttal érkezett. Sokatmondó az a nyelvészeti adat, hogy őseink a finnugor eredetű juh szót eredetileg csak a rackára értették. Matolcsi János szerint a honfoglalás kori juhoknak nem V alakú, pödrött szarvuk volt, hanem vízszintes tengely körül csavarodott. Első régészeti és írásos emlékei a 16-17. századból maradtak fenn, a V alakban felálló és pödrött szarvú példányokról.
Évszázadokon keresztül hazánk és a környező országok között élénk juh- és juhbőrkereskedelem folyt, erről már 1255-ből vannak adatok. A legtöbb juhot 1737-ben szállították ki, 124129 db-ot. A 19. század második fele óta a finomgyapjas fajták, elsősorban a merinó szorította vissza. 1903-ban már kipusztulófélben lévő fajtának tartották. A második világháború után kis számban csak Hortobágyon és környékén maradt fenn, ezért terjedt el az 1950-es években a hortobágyi racka juh elnevezés.

## Megjelenése

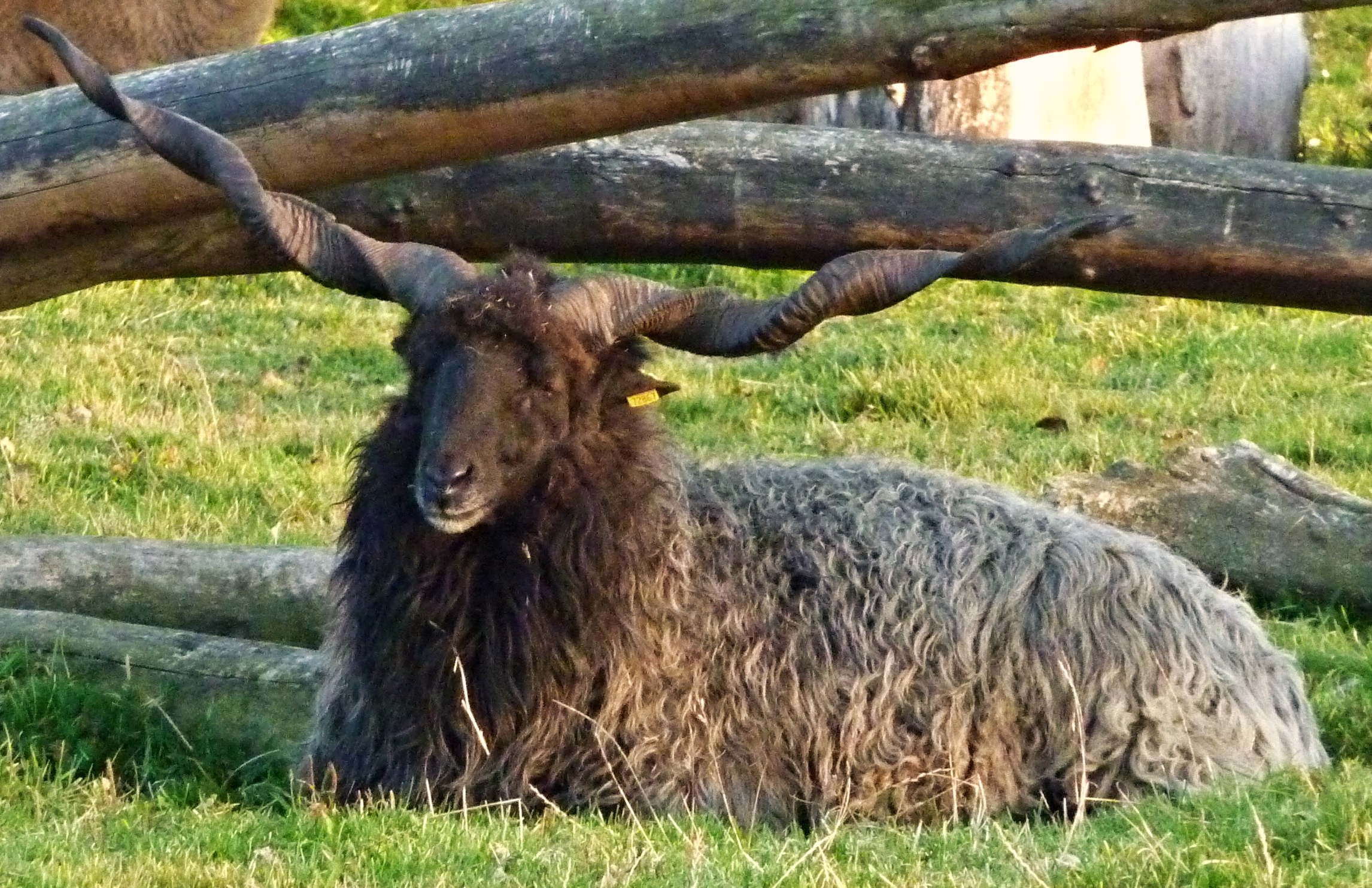
Pödröttszarvú fekete racka portré, a kis létszámú fekete színű populáció egyede)

Egyedülálló különlegessége a mindkét nemre jellemző, V-alakban elálló, egyenes, sokszorosan csavart szarv, amely valószínűleg mutációt követően jött létre, és szelekció eredményeként terjedt el, de lehet, hogy a törökökkel délről érkezett.
A racka közepes termetű juh, a kosok átlagos magassága 72 centiméter, tömegük 55–75 kilogramm, kb. 0,5 méter hosszú, csavart szarvaik tengelye 90-110°-ot zár be. Az jerkék (anyajuhok) kisebbek: átlagosan 66 centiméter magasak, tömegük 35-45 kilogramm, szarvuk pedig átlagosan 30 centiméteres, és 50-60°-os szöget zár be.
A racka gyapja meglehetősen durva, 120-200 mikron közötti, tincses szerkezetű. Szőre hosszú, 25–30 cm. Két fajtaváltozata létezik, a fehér és a fekete. A ritkább fekete színváltozat bárány korától kezdve teljes szőrzetét tekintve fekete, és bőre, körme és nyelve palaszürke. Egyéves kora után megjelennek szőrzetében az ősz szálak, „darusodásnak” indul. A fehér változat gyapja krémszínű, a pofa és a lábak viszont világosbarnák. A fiatal fehér rackák születésükkor vagy teljesen barnák, vagy elöl barnák és testük hátsó részén sárgásfehérek. Ez utóbbi változat gyapja hosszabb és hullámosabb a feketéénél. A fehér szín recesszív a feketével szemben, a fehér racka mindig homozigóta, míg a feketében sok a heterozigóta. Ennek eredményeképpen két fehér színű egyed utóda mindig fehér lesz, ám a fekete nyájakban gyakori a fehér bárány. A racka gyapja nem értékes, viszont gereznájának kultúrtörténeti jelentősége van: abból készült a pásztoremberek ismert subája.

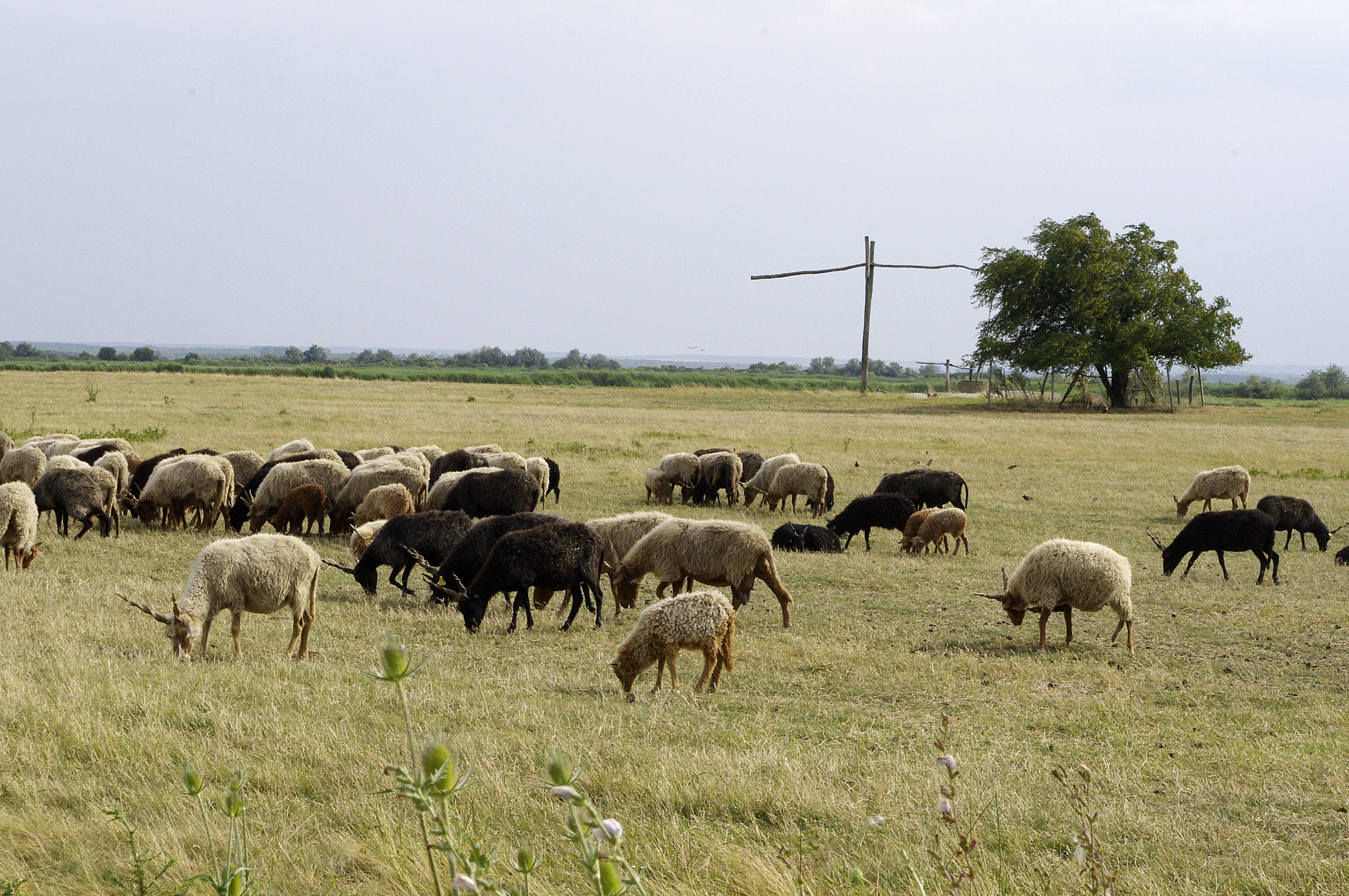
Legelésző rackanyáj a Fertő–Hanság Nemzeti Parkban

Gyenge húsformákat mutat, húskitermelése kedvezőtlen, de húsa tápláló, jó minőségű, ízletes, faggyúval kevésbé átszőtt. Jövőbeni bioélelmiszerként való felhasználására már lépések történnek. A fajta jó tejelőnek számít, a bárányok választása után kb. 60 liter tejet ad. Tejét feldolgozzák, legtöbbször sajtokat készítenek belőle. A racka általában tél végén, tavasz elején ellik, többnyire egy bárányt. Ikerellés előfordulhat.
1983-ban alakult meg a Magyar Rackajuh-tenyésztő Egyesület, amelynek célja többek között a fajtatiszta tenyésztés és génbankként való megőrzés.

## Tartása
A magyar racka juhok különleges alkalmazkodóképességgel rendelkeznek, amely lehetővé teszi számukra a szélsőséges időjárási körülmények elviselését. Az állatok ellenállóak a szárazságra és a hideg telekre is, ezért a történelem során különösen jól alkalmazkodtak az alföldi legelőkön való tartáshoz. A racka juhokat gyakran extenzív állattartásban nevelték, ahol minimális emberi beavatkozás mellett is egészségesek és termelékenyek maradtak.

## Gazdasági haszna
Jelenleg főleg genetikai tisztaságának megőrzése miatt tenyésztik, egyre több helyen látható mint turistalátványosság. A Fertő–Hanság Nemzeti Park, a Körös–Maros Nemzeti Park és a Balaton-felvidéki Nemzeti Park nagyobb rackanyájakkal rendelkezik. A fehér és fekete magyar (hortobágyi) racka juhot védett és őshonos állatfajtának nyilvánította együttes rendeletében a földművelésügyi és vidékfejlesztési, valamint a környezetvédelmi és vízügyi miniszter.